# Gornji Ranković
Gornji Ranković (cyr. Горњи Ранковић) – wieś w Bośni i Hercegowinie, w Republice Serbskiej, w gminie Teslić. W 2013 roku liczyła 754 mieszkańców.